# Helen Pearson
Helen Pearson es una actriz británica, más conocida por interpretar a Frankie Osborne en la serie Hollyoaks.

## Biografía
Su hermano menor es el presentador Richard Cadell.
En 2013 se casó con Faulkner.

## Carrera
El 10 de julio de 1990, apareció como invitada en la popular serie EastEnders, donde interpretó a April Mcintosh. En 1991 apareció por primera vez en la serie The Bill, donde interpretó a la señora Styles; en 1993 volvió a aparecer en la serie interpretando a Sonia Philips durante el episodio "Cried Too Late". Un año después dio vida a Jenny Clifford en "The Price" y su última aparición en la serie fue en 1996, cuando interpretó a Mrs. Beaty en el episodio "Professional Ethics".
El 9 de octubre de 2002, se unió a la exitosa serie británica Hollyoaks, donde interpreta a Francine "Frankie" Dean-Osborne hasta ahora.

## Filmografía

### Series de televisión
| Año           | Título                           | Personaje         | Notas                             |
| ------------- | -------------------------------- | ----------------- | --------------------------------- |
| 2002-presente | Hollyoaks                        | Frankie Obsorne   | 525 episodios                     |
| 2000, 2002    | Attachments                      | Mrs. Atkins       | 2 episodios                       |
| 2002          | Murder in Mind                   | Sophie Cunningham | episodio "Disposal"               |
| 2000 - 2001   | Emmerdale Farm                   | Carol Wareing     | -                                 |
| 2000          | Inspector Morse                  | Debbie Repp       | episodio "The Remorseful Day"     |
| 1997          | Holding On                       | Paula             | episodio # 1.1                    |
| 1996          | A Touch of Frost                 | Addie Parsons     | episodio "Fun Times for Swingers" |
| 1994          | The Bill                         | Jenny Clifford    | episodio "The Price"              |
| 1992          | The Darling Buds of May          | Polly             | episodio "Le Grand Weekend"       |
| 1990          | EastEnders                       | April Mcintosh    | 4 episodios                       |
| 1987          | The Growing Pains of Adrian Mole | Enfermera         | 5 episodios                       |

### Películas
| Año  | Título             | Personaje              | Notas                                                                                  |
| ---- | ------------------ | ---------------------- | -------------------------------------------------------------------------------------- |
| 2013 | Back Home          | Mujer Güera            | junto a Charlotte Atkinson, Mike Figgis, Brian Fortune, Laura Higgins y Tom Hopper     |
| 1988 | Consuming Passions | Asistente de la Tienda | junto a Jonathan Pryce, Freddie Jones, Vanessa Redgrave, Prunella Scales y Sammi Davis |

### Documentales
| Año  | Título                    | Notas                                                   |
| ---- | ------------------------- | ------------------------------------------------------- |
| 2012 | Crimes That Shook Britain | apareció en el documental - episodio "Victoria Climbié" |

### Teatro
| Año | Título         | Personaje |
| --- | -------------- | --------- |
| -   | Educating Rita | Rita      |